# Hod bata
Hod valja (angleško stroke) je pri batnem motorju razdalja med najnižjo in najvišjo lego bata - v bistvu razdalja, ki jo prepotuje bat. Hod bata je pomemben faktor pri motorjih na notranje zgorevanje, kot so: bencinski in dizelski in tudi pri motorjih z zunanjim zgorevanjem kot so: parni batni in stirlingovi motorji.
Tipični avtomobilski motor bo imel t. i. "kvadratno pravilo", kjer je hod bata približno enak premeru valja. Veliki ladijski dvotaktni dizelski motorji imajo precej daljši hod bata, okrog štirikrat večji od premera valja. 

## Delovna prostornina
Če imamo podatke o hodu bata, premeru cilindra in številu batov se lahko izračuna delovno prostornino:
{\displaystyle {\mbox{Del. prostornina}}={\pi  \over 4}\times {\mbox{premer cilindra}}^{2}\times {\mbox{dolžina hoda}}\times {\mbox{število cilindrov}}}
Primer: Če je premer valja 10 cm, hod 5 cm in imamo štiri valje:
3,1416/4 × (10 cm)2 × 5 cm × 4 = 1 570 cc = 1,57 litrov